# آگواتن
آگواتن (به اسپانیایی: Aguatón) یک شهرستان در اسپانیا است که در استان تروئل واقع شده‌است.

## خصوصیات
آگواتن ۲۱ کیلومترمربع مساحت و ۲۴ نفر جمعیت دارد.